# スイスの基礎自治体

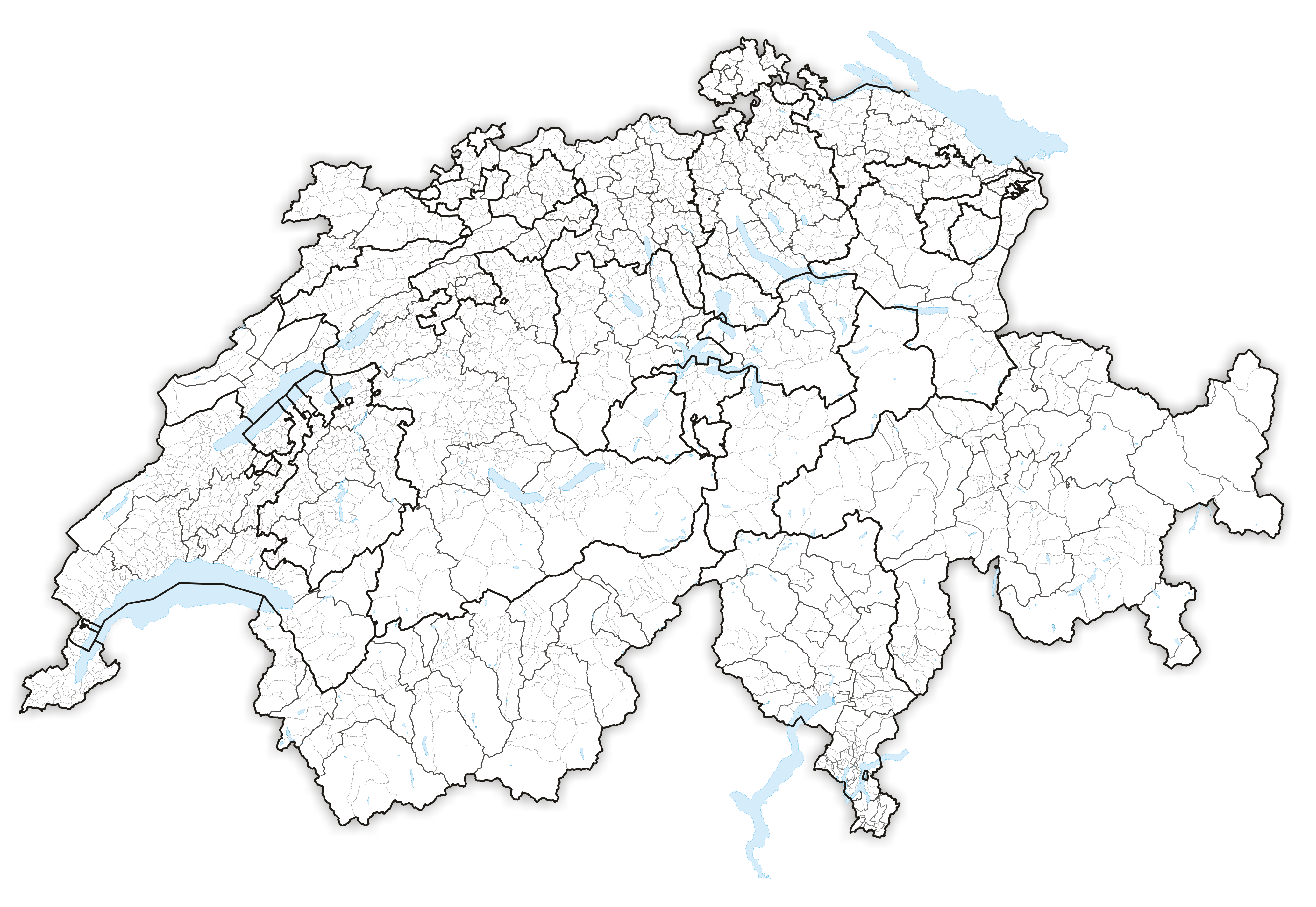
スイスの地方自治体地図

スイスの基礎自治体（スイスのきそじちたい）では、スイスの基礎自治体について説明する。

## 概要
スイスでは基礎自治体はドイツ語でゲマインデ（Gemeinde）、フランス語でコミューン（commune・コミューヌ）、イタリア語でコムーネ（comune）、ロマンシュ語では vischnanca と呼ばれる。2017年現在、スイスには2255の基礎自治体がある。そのほとんどは数百人程度の人口であるが、チューリッヒ（Zürich）やジュネーヴ（Genève）のような大都市も法的には基礎自治体である。基礎自治体の面積は、0.32平方キロメートル（アールガウ州カイザーシュトゥールおよびヴォー州リヴァ）から439平方キロメートル（グラウビュンデン州シュクオル）まで大きな幅がある。
各州（カントン）により、教育、医療、社会福祉、公共交通、徴税等の基礎自治体の権限は異なっている。中央集権化の度合いもカントンにより異なっている。
各基礎自治体は、行政組織としての市町村長をトップとする委員会と立法府としてのタウンミーティングによって統治されている。ほとんどのカントンでは、大きな基礎自治体には議会を設置する権限を与えている。カントンによっては、スイスに一定期間以上居住した外国人にも地方自治に参加する権限を与えている。
スイスの国籍は、各基礎自治体の市民権に基づいている。全てのスイス人はどれか1つまたは複数の基礎自治体の市民である。
基礎自治体の財政は、所得税のような直接税によって賄われ、その税率は場所によって異なるもののカントンによって設定された範囲になっている。
多くの基礎自治体は、行政サービスを維持していくことが困難になってきており、歳出を減らす努力として多くの自治体が合併や特別行政区の設置によって行政サービスを統合している。各カントン政府はこの再編を支援しており、統合を選ぶ自治体は増えつつある。
市（villesまたはStädte）と呼ばれるのは、1万人以上の人口があるか、中世からの独自の都市権を持っている基礎自治体である。それより小さな基礎自治体には特別な区別はない。
| 人口          | 基礎自治体数 (%) |
| 20,000以上    | 30 (1.1%)        |
| 10,000–19,999 | 89 (3.2%)        |
| 5000–9999     | 180 (6.6%)       |
| 1000–4999     | 1025 (37.4%)     |
| 500–999       | 555 (20.3%)      |
| 500未満       | 861 (31.4%)      |
| 合計          | 2740 (100%)      |

基礎自治体には、スイス連邦統計事務所によって統計コードが割り振られている。また郵便番号が各自治体に割り当てられているが、1つの基礎自治体に複数の番号がある場合や、いくつかの基礎自治体をまとめて1つの番号に割り当てている場合もある。

## カントン別の基礎自治体
| - アールガウ州（Aargau）: アインヴォーナーゲマインデン（Einwohnergemeinden） - アッペンツェル・インナーローデン準州（Appenzell Innerrhoden）: ベツィーケ（Bezirke） - アッペンツェル・アウサーローデン準州（Appenzell Ausserrhoden）: アインヴォーナーゲマインデン - バーゼル＝シュタット準州（Basel Stadt）: アインヴォーナーゲマインデン - バーゼル＝ラント準州（Basel Land）: アインヴォーナーゲマインデン - ベルン州（Berne）: アインヴォーナーゲマインデンまたはコミューン・ミュニシパル（Communes Municipales） - フリブール州（Fribourg）: コミューン（communes）またはゲマインデン（Gemeinden） - ジュネーヴ州（Genève）: コミューン - グラールス州（Glarus）: オルツゲマインデン（Ortsgemainden） - グラウビュンデン州（Graubünden）: ポリティッシェン・ゲマインデン（politischen Gemeinden）またはヴィスクナンカス・ポリティカス（Vischnancas politicas）、コムーニ・ポリティーチ（comuni politici） - ジュラ州（Jura）: コミューン - ルツェルン州（Lucerne）: アインヴォーナーゲマインデン - ヌーシャテル州（Neuchâtel）: コミューン | - ニトヴァルデン準州（Nidwalden）: ゲマインデン - オプヴァルデン準州（Obwalden）: アインヴォーナーゲマインデン - シャフハウゼン州（Schaffhausen）: アインヴォーナーゲマインデン - シュヴィーツ州（Schwyz）: ゲマインデン - ゾロトゥルン州（Solothurn）: アインヴォーナーゲマインデン - ザンクト・ガレン州（St. Gallen）: ポリティッシェ・ゲマインデン（Politische Gemeinden） - トゥールガウ州（Thurgau）: ポリティッシェン・ゲマインデン - ティチーノ州（Ticino）: コムーニ（comuni） - ウーリ州（Uri）: アインヴォーナーゲマインデ（Einwohnergemeinde） - ヴァレー州（Valais）: コミューン・ミュニシパルまたはアインヴォーナーゲマインデン - ヴォー州（Vaud）: コミューン - ツーク州（Zug）: アインヴォーナーゲマインデ - チューリッヒ州（Zürich）: ポリティッシェ・ゲマインデン |

## 人口順の一覧
| 順位 | 都市名                           | カントン                 | 人口    |
| ---- | -------------------------------- | ------------------------ | ------- |
| 1    | チューリッヒ（Zürich）           | チューリッヒ州           | 391,359 |
| 2    | ジュネーヴ（Genève）             | ジュネーヴ州             | 194,565 |
| 3    | バーゼル（Basel）                | バーゼル＝シュタット準州 | 168,620 |
| 4    | ローザンヌ（Lausanne）           | ヴォー州                 | 133,897 |
| 5    | ベルン（Bern）                   | ベルン州                 | 130,015 |
| 6    | ヴィンタートゥール（Winterthur） | チューリッヒ州           | 106,778 |
| 7    | ルツェルン（Luzern）             | ルツェルン州             | 81,057  |
| 8    | ザンクト・ガレン（St.Gallen）    | ザンクト・ガレン州       | 75,310  |
| 9    | ルガーノ（Lugano）               | ティチーノ州             | 63,668  |
| 10   | ビール（Biel/Bienne）            | ベルン州                 | 53,667  |

| 順位 | 基礎自治体名       | カントン           | 人口 |
| ---- | ------------------ | ------------------ | ---- |
| 1    | コリッポ           | ティチーノ州       | 13   |
| 2    | ムレンス           | グラウビュンデン州 | 25   |
| 3    | マルモレラ         | グラウビュンデン州 | 31   |
| 4    | ビスター           | ヴァレー州         | 33   |
| 4    | カンマーシュロール | ゾロトゥルン州     | 33   |
| 6    | シェルテン         | ベルン州           | 40   |
| 7    | ローン             | グラウビュンデン州 | 41   |
| 7    | グレッソ           | ティチーノ州       | 41   |
| 9    | ルベヴェリエ       | ベルン州           | 44   |
| 9    | バーケン           | ベルン州           | 44   |